# Sapahów
Sapahów (ukr. Сапогів) – wieś na Ukrainie, w  obwodzie iwanofrankiwskim, w rejonie halickim. 
W II Rzeczypospolitej wieś w powiecie stanisławowskim województwa stanisławowskiego.
10 kwietnia 1944 nacjonaliści ukraińscy z OUN-UPA zamordowali tutaj 27 Polaków, paląc i grabiąc ich gospodarstwa.